# Saint-Céneri-le-Gérei
Saint-Céneri-le-Gérei település Franciaországban, Orne megyében. Lakosainak száma 112 fő (2022. január 1.). Saint-Céneri-le-Gérei Saint-Pierre-des-Nids, La Ferrière-Bochard, Mieuxcé, Moulins-le-Carbonnel és Saint-Léonard-des-Bois községekkel határos.

## Népesség
A település népessége az elmúlt években az alábbi módon változott:
| Lakosok száma | 120  | 121  | 128  | 120  | 117  | 115  | 112  | 111  | 112  |
|               | 2013 | 2015 | 2016 | 2017 | 2018 | 2019 | 2020 | 2021 | 2022 |